# Henri Desroche
Henri Desroche, né le 12 avril 1914 à Roanne (Loire) et mort le 1er juin 1994 à Villejuif (Val-de-Marne), est un sociologue, théologien et philosophe français.

## Biographie
Fils de Jean-Marie Desroche, ex-métayer devenu ouvrier tanneur en ville, atteint d’une pathologie grave, et de Marie Duchet, lingère et blanchisseuse, catholique très pieuse. Il passe sa scolarité primaire à l’école du faubourg Mulsant à Roanne, il est très investi dans les activités de la paroisse et le patronage (1920-1925). Dès l’âge de 11 ans, il a une vocation de prêtre, sous l’influence d’une figure de prêtre « tout à tous », exerçant un rôle total dans la communauté paroissiale. Il passa ses études secondaires au collège Saint Pierre à Villemontais puis au lycée Saint Gildas à Charlieu (1926-1931). Il part ensuite au séminaire Saint Joseph à Francheville, c'est son premier contact avec la philosophie et la théologie (1931).
En 1933, il a une crise de vocation « anticléricale » : il est travaillé par l’appel du Désert (Charles de Foucauld, Ernest Psichari). Peu attiré par l’entrée chez les jésuites, le responsable des novices lui conseille l’ordre dominicain. Noviciat au couvent Saint Thomas d’Aquin d’Angers. Dès son entrée dans l'ordre, il s'appellera frère Henri-Charles (Charles en référence au père Foucauld), et il ajoutera un "s" à son nom de famille. C'est pourquoi il était connu comme le père Desroches. Après le noviciat il est envoyé à parfaire des études théologiques au Studium de Saint-Alban-Leysse (Chambéry). Il fait son service militaire de 1935 à 1936. Ordres mineurs chez les dominicains (Portier, lecteur, exorciste, acolyte) de 1936 à 1937. Profession solennelle, ordination diaconale et sacerdotale (en urgence pour cause de mobilisation) en 1939.
Le 27 août 1939, il est mobilisé pour la campagne Flandres-Dunkerque. Cantonnement itinérant sur le front du Nord (Sedan). Repli sur Dunkerque, dans les « trous de sable », embarquement pour l’Angleterre (4 juin 1940). Retour immédiat à Brest puis à Bordeaux. Démobilisé le 29 juillet 1940.
En 1941, il reprend ses études au Studium de Saint-Alban-Leysse ; stage à Le Saulchoir (Paris) et cours en Sorbonne.
À partir de 1942, Desroches se rapproche du groupe Économie et humanisme fondé par Louis-Joseph Lebret à Écully, qui anime un centre d'études. En 1943, il s'engage dans l'étude de la communauté de travail Boimondau à Valence dont les chefs de file sont Marcel Mermoz et Marcel Barbu. C'est en 1949 que le père Desroches publie Signification du marxisme, ouvrage qui paraîtra en même temps de l’édit de Pie XII qui interdit aux chrétiens de collaborer avec les communistes. Les incompréhensions qui en suivront (dans son ordre et avec plusieurs évêques), le porteront à l'abandon des dominicains, fin 1950. Une fois quitté l’ordre, il reviendra à son nom d'origine (Henri Desroche).

## Spécialiste des coopératives
Desroche consacre le reste de sa vie à l'étude du coopérativisme. En 1951, il entre au CNRS avec un projet concernant l' Histoire des communautés, associationnismes, socialismes, utopies du XIXe siècle. Il sera attaché de recherches jusqu'à 1955, puis chargé de recherche de 1955 à 1958. Il crée le Bureau d'études coopératives et communautaires (BECC) en 1953.
En 1957, il lance les Archives Internationales de Sociologie de la Coopération et du Développement, revue du BECC. La même année, il est nommé directeur d'études cumulant à la Sixième section de l'EPHE (École pratique des hautes études). En 1958, il deviendra directeur d'études non cumulant (donc pleinement affecté à l'EPHE). Sa candidature est proposée par François Perroux, afin de créer une chaire de sociologie de la coopération et du développement .
En 1959, il est le fondateur du collège coopératif de Paris et inspire la création de plusieurs autres institutions du même type en France. Il a pour collaborateur pendant  plusieurs années Pierre Laville. Il suscite la création de l'UCI (Université coopérative internationale), puis du RHEPS (Réseau des Hautes Études des Pratiques Sociales) et son diplôme le DHEPS. Il organise une « UCI itinérante et saisonnière », en Afrique francophone et en Amérique latine et y séjourne régulièrement de 1977 à 1987. En 1986, il fonde la BHESS (Bibliothèque Historique des Économies Sociales).

### Quadrilatère de Desroche

M : Managers, A : Administrateurs (CA)
E : Employés, S : Sociétaires

Il s'agit du rapport entre quatre agents fondamentaux dans l'organisation du pouvoir dans une structure d'économie sociale.
Ce sont :
- Les sociétaires
- Les administrateurs (CA)
- Les managers
- Les employés

La situation d'équilibre peut être perturbée par exemple par un clivage vertical, entre le pôle décisionnel (sociétaires + administrateurs) et le pôle
d'exécution (employés + managers), ou par une fracture horizontale, réunissant le pôle gestionnaire (administrateurs + managers) et divisant le reste.

## Sociologue des religions
Desroche est l'initiateur du Groupe de sociologie des religions fondé en octobre 1954 et de sa revue Archives de Sociologie des Religions (créés sous l'égide de Gabriel Le Bras). Sa thèse d'État, soutenue en 1970, s'intitule Messianismes, utopies et sociologie des religions.
En 1977, Desroche reçoit un doctorat honoris causa de l'université d'Uppsala (Suède, Faculté de théologie) pour travaux en sciences des religions.
Desroche est l'auteur de nombreux ouvrages à caractère sociologique. Il a été un des premiers à utiliser les histoires de vie pour construire des projets de formation.

## Publications
- Paul Claudel, poète de l'amour, Éditions du Cerf, 1944, 168 p.
- Signification du marxisme, Éditions Ouvrières, 1949, 400 p.
- Les Shakers américains. D'un néo-christianisme à un pré-socialisme, Éditions de Minuit, 1955, 332 p.
- Histoire sociale du mouvement coopératif international, 25 leçons autour des 21 congrès de l'ACI 1895-1960, BECC, 1962.
- Marxisme et Religions, Presses universitaires de France, 1962, 128 p. ; édition brésilienne, 1968 ; édition suédoise, 1973.
- Coopération et développement, 1. Mouvements coopératifs et stratégie de développement, Presses universitaires de France, « Tiers Monde », 1964, 336 p.
- Socialismes et sociologie religieuse, Éditions Cujas, 1965, 456 p. (ISBN 2-254-65917-0)
- Sociologies religieuses, Presses universitaires de France, « Sup », 1968, 224 p.
- Dieux d'hommes. Dictionnaire des messianismes et millénarismes de l'ère chrétienne, Éditions Mouton, 1969, 282 p.
- Saint-Simon. Le nouveau christianisme et les Écrits sur la religion, Éditions du Seuil, 1969, 192 p.
- Introduction aux sciences humaines des religions, Éditions Cujas, 1970, 288 p. (ISBN 2-254-70936-4)
- Les Dieux rêvés. Théisme et athéisme en utopie, Éditions Desclée, 1972, 234 p.
- L'Homme et ses religions. Sciences humaines et expériences religieuses, Éditions du Cerf, 1972, 240 p.
- Sociologie de l'espérance, Éditions Calmann-Lévy, 1973, 256 p.
- Les Religions de contrebande. Essais sur les phénomènes religieux en périodes critiques, Éditions Mame, 1974, 232 p.
- La Société festive. Du fouriérisme écrit aux fouriérismes pratiqués, Éditions du Seuil, 1975, 416 p.
- Le Projet coopératif. Son utopie et sa pratique, Ses appareils et ses réseaux. Ses espérances et ses déconvenues, Éditions Ouvrières, 1976, 464 p.
- Solidarités ouvrières. 1. Sociétaires et compagnons dans les associations coopératives (1831-1900), Éditions Ouvrières, 1981, 216p.
- Charles Gide (1847-1932). Trois étapes d'une créativité, CIEM, 1982, 200 p.
- Entreprendre d'apprendre - Apprentissage 3, de l'autobiographie raisonnée aux projets d'une recherche-action, Les éditions ouvrières, 1990  (ISBN 9782708228696).
- « Humanismes et Utopies », dans Histoire des Mœurs, Éditions Gallimard, Bibliothèque de La Pléiade, 1991 (tome III).
- Histoire d'économies sociales. D'un Tiers État aux Tiers secteurs (1791-1991), Paris, Éditions Syros-Alternatives, 1991, 256 p.
- Hommes et religions. Histoires mémorables, Paris, Éditions Quai Voltaire, 1992, 176 p.
- Mémoires d'un faiseur de livres, entretiens et correspondances avec Thierry Paquot, Paris, Éditions Lieu Commun ; Éditions Charles Léopold Mayer, 1992, 296 p.  (ISBN 2-86705-153-3)